# Dorfkirche Elmenhorst

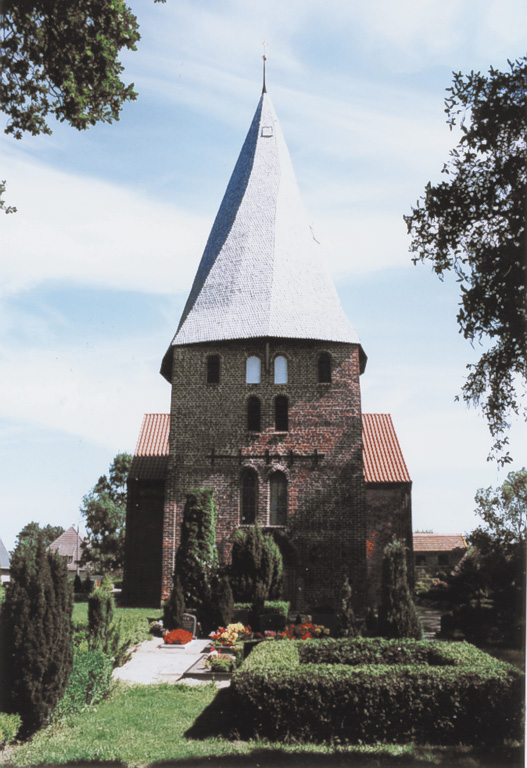
Blick auf den Turm der Dorfkirche von Elmenhorst

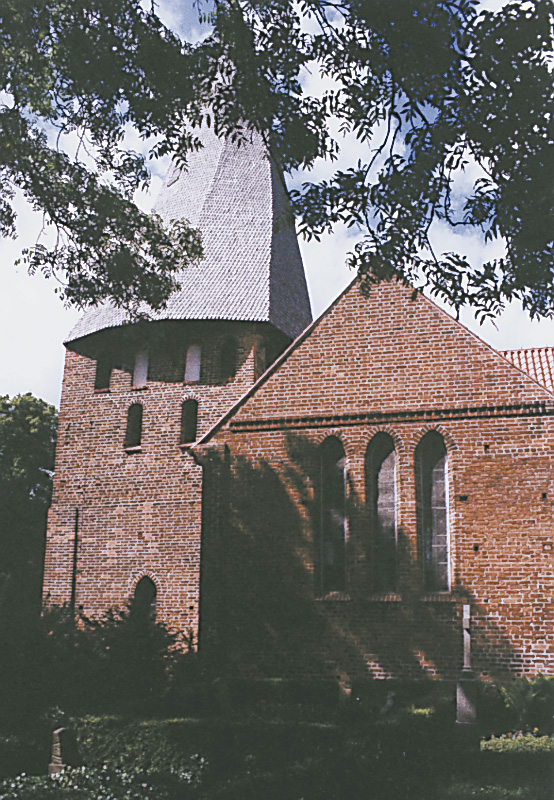
Die Dorfkirche von Süden

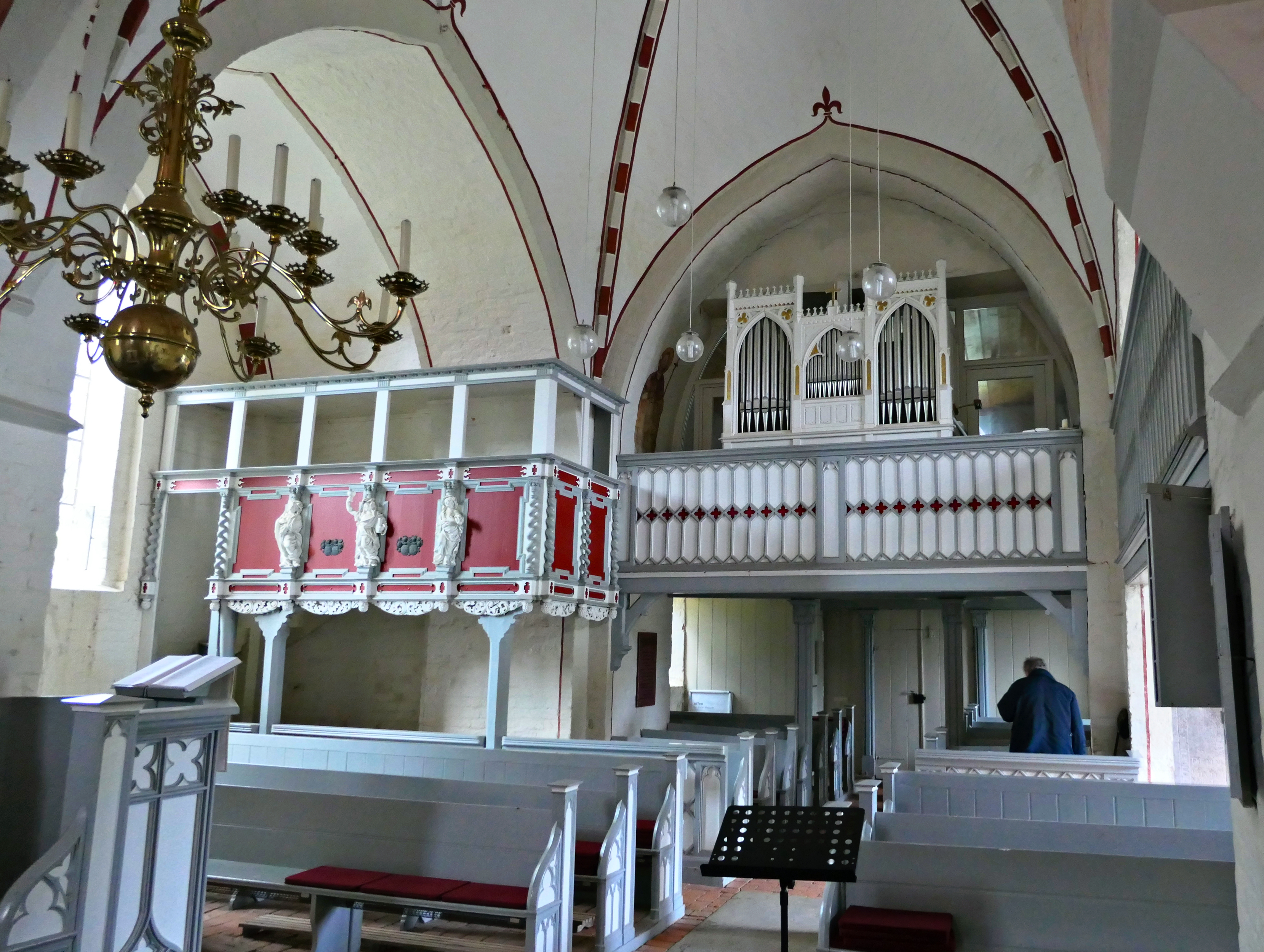
Innenraum Richtung Orgelempore

Die denkmalgeschützte Dorfkirche Elmenhorst befindet sich in dem zu Kalkhorst (Landkreis Nordwestmecklenburg) gehörenden Dorf Elmenhorst, ca. 30 km nordwestlich von Wismar. Sie gehört zur Evangelisch-Lutherischen Kirchengemeinde Kalkhorst St. Laurentius in der Propstei Wismar im Kirchenkreis Mecklenburg der Evangelisch-Lutherischen Kirche in Norddeutschland.

## Geschichte und Baugeschichte
Erste schriftliche Erwähnung fand die frühgotische Backsteinkirche auf kreuzförmigem Grundriss im Jahre 1230 im Ratzeburger Zehntregister des Bistums. An das rechteckige Mittelschiff schließt sich nach Osten der ebenfalls rechteckige Chorraum an, beide mit Kreuzrippengewölben geschlossen. Der Chor ist der vermutlich älteste Teil der Kirche. Zu beiden Seiten des Mittelschiffes befinden sich schmale rechteckige Querschiffe mit Tonnengewölben, das südliche zusätzlich mit einer angebauten Sakristei. Der quadratische Turm im Westen ist heute mit einer Flachdecke versehen und besonders erwähnenswert, da er mit einem in sich verdrehten achteckigen Holzschindelhelm gedeckt ist. Außen schmücken Ecklisenen, Lanzettfenster und Zahnfriese den schlichten Backsteinbau.
Wand- und Gewölbemalereien teilweise aus dem 14. Jahrhundert, Evangelisten und Christus als Weltenrichter darstellend, wurden 1901 entdeckt und 1904 möglichst originalgetreu restauriert. Ein Altarretabel mit Schnitzfiguren (Mitte 15. Jahrhundert), die Bülowsche-Empore (1697) mit dem Wappen der seit 1362 mit der Belehnung Heinrich von Bülows hier ansässig gewordenen Familie von Bülow, eine klassizistische Kanzel und weitere Gewölbemalereien aus dem 19. Jahrhundert ergänzen die Ausstattung.

## Restaurierungsarbeiten
Zuletzt saniert wurde die Dorfkirche von Elmenhorst 1853. Bis in die 1990er Jahre hatten sich wieder erhebliche Schäden am Mauerwerk, an der Holzkonstruktion des Daches und dem Turm ergeben. Undichtigkeiten verursachten Schäden an der Innenausstattung.
1995 wurden zunächst aus privaten Mitteln dringende Sicherungsarbeiten durchgeführt, 1999 folgten weitere Sanierungsarbeiten an Kirchenschiff und Turm. Der Dorfkirchenfonds der Deutschen Stiftung Denkmalschutz, der Verein Dorfkirchen in Not, das Land Mecklenburg-Vorpommern und private Initiativen förderten die Außenarbeiten bisher mit über 350.000 Euro. Eine Restaurierung des Altaraufsatzes muss noch erfolgen.